# Huguette Maure
Pour les articles homonymes, voir Maure.
 (octobre 2017).
Si vous disposez d'ouvrages ou d'articles de référence ou si vous connaissez des sites web de qualité traitant du thème abordé ici, merci de compléter l'article en donnant les références utiles à sa vérifiabilité et en les liant à la section « Notes et références ».
Huguette Maure, née le 16 novembre 1932 à Paris où elle est morte le 29 octobre 2023,, est une femme de lettres et journaliste française. Elle est directrice littéraire des Éditions Michel Lafon.

## Publications
- Vous avez dit l'amour?, Calmann-Lévy, Livre de poche
- Avec une femme comme toi, Calmann-Lévy
- De quel amour blessé, Calmann-Lévy
- L'Aventure au masculin, Calmann-Lévy
- L'Amour au féminin, Calmann-Lévy
- La Cinquantaine au masculin, Calmann-Lévy, Livre de poche
- La Cinquantaine au féminin, Calmann-Lévy, Livre de poche